# Virgilina de Souza Salles
Virgilina de Souza Salles (São Roque - São Paulo, 31/05/1918) - foi uma intelectual e feminista brasileira, fundadora e diretora da primeira revista paulista inteiramente dedicada à mulher, a Revista Feminina. Esteve à frente do periódico de 1915 a 1918, e promoveu ativamente a leitura, a escrita feminina e a cultura  em artigos direcionados à mulher.
Foi casada com João Salles e irmã do médico e teatrólogo Cláudio de Souza.

## Família
Virgilina de Souza Salles era filha de Antônia Barbosa de Souza e Cláudio Justiniano de Souza, fazia parte da elite paulistana e começou a sua carreira na imprensa em 1914 com o seu pequeno folheto quinzenal. Em 1915 torna-se uma periódico mensal com o nome Revista Feminina, destinada às mulheres da classe média e alta.
Teve muito apoio de seu irmão, escritor, teatrólogo e membro da Academia Brasileira de Letras, Cláudio de Souza(dono do "Castelinho" da avenida Brigadeiro Luis Antônio) que patrocinou os primeiros exemplares, enviados gratuitamente com o intuito de promover a circulação da revista. Ele também foi responsável pelos contatos com diversos intelectuais renomados.
Em 1918, com o seu falecimento, a revista passou para as mãos de seu marido e de suas filhas, Avelina Salles Haynes e Marina Souza Salles. Seu irmão continuou na revista, porém ele preferiu a elaboração e redação dos editoriais. Virgilina faleceu a 31 de maio de 1918, após dias antes ter sido submetida à uma cirurgia no Hospital Santa Catharina. Foi enterrada no Cemitério Ordem Terceira do Carmo.

## Ideologia
De acordo com texto de J. Machado na Revista Feminina de julho de 1918, a diretora do periódico paulista tinha como intuito a propagação da cultura feminina. Segundo o autor, para Virgilina, 
"era preciso integrar a mulher brasileira na compreensão exacta de um programa de ideias. Desenvolver a instrução, muita instrução, muita cultura geral; muita cultura técnica, especializada; muitos dotes intelectuais, afectivos e morais, expansão completa de toda a alma feminina; muito espirito associativo, muita harmonia de vistas e aspirações; muita actividade, muita perseverança; muita compreensão dos problemas e questões que se agitam no redemoinho do mundo contemporâneo — tudo isto era a base que ela queria, que ela pretendia para o seu alto feminismo". 
O  Jornal do Commercio, de 5 de Junho de 1918, dedica um extenso artigo sobre Virgilina na ocasião de seu falecimento, sob o titulo "Uma Jornalista Brasileira", definindo-a como 
"uma das primeira senhoras brasileiras que se se dedicado ao jornalismo fazendo-o como uma profissão, e que, em cinco anos de lula constante, se manifestou como um espirito- de alto destaque, do qual tudo tinha a esperar nossa imprensa."
Também na Revista, uma nota define parte do espírito de luta de Virgilina:
"A nossa revista representa um gesto abnegado de altruísmo. Criâ-mo-la pela necessidade premente de que se ressentia o nosso meio de uma leitura sã e moral e que, ao lado da parte recreativa e literária, colaborasse eficaz e diretamente na educação doméstica e na orientação do espírito feminino. Não tivemos, não temos e não teremos nenhuma pretensão descabida; nosso esforço é modesto e humilde; não pretende ensinar nem reformar; o que pretende é apenas colaborar, na medida de suas forças, para a educação feminina."

## Vida intelectual
Virgilina de Souza Salles pode ser descrita como uma "senhora que integrava uma família tradicional, que havia tido acesso à educação e que tinha o intuito de compartilhar com outras mulheres não só questões pedagógicas, mas também a literatura, a cultura, o lazer e ainda as novidades na moda – principalmente européias e americanas". De origem nobre, a viver num período em que a São Paulo urbaniza-se e a sociedade vive momentos de idealização da cultura européia, mas também discute a sua nacionalidade; em que a mulher começa a interpretar novos papéis sociais e luta por alguns direitos; vivência e relata, através do jornalismo, não só os fatos mais importantes do início do século XX, mas dialoga, orienta, forma opinião e recebe o retorno de suas leitoras.

## Feminismo e conservadorismo
A revista feminina, produto da direção de Virgilina, revela a essência seus intuitos. Muitos aspectos da publicação denotam um feminismo bastante velado, mas ao mesmo tempo, notável. Importante salientar a atitude pioneira de confeccionar uma publicação voltada aos anseios femininos. Nota-se ainda, a intensa busca pela difusão da escrita, da cultura e da autoria feminina. Os estudos sobre o periódico por ela dirigido revelam sua essência que pode ser lida com aspectos de dualidade, mas que na verdade demonstram que Virgilina foi uma intensa lutadora pelos direitos femininos.